# ماريو نونيز
ماريو نونيز (بالإسبانية: Mario Antonio Núñez)‏ (2 مارس 1976 برانكاغوا في تشيلي - ) هو مدرب كرة قدم ولاعب كرة قدم تشيلي في مركز الهجوم. لعب مع نادي أونيفرسيداد كاتوليكا وديبورتيس ماجالانز.

## وصلات خارجية
- ماريو نونيز على موقع قاعدة بيانات كرة القدم.إي يو (الإنجليزية)
- ماريو نونيز على موقع ناشيونال فوتبول تيمز (الإنجليزية)
- ماريو نونيز على موقع Soccerway.com (الإنجليزية)